# ヤマハ・MG-K
MG-K（エムジー・ケイ）は、ヤマハが開発・発売したシグネチャー・モデルのエレクトリックギターである。

## 概要
ヤマハが自社のMGシリーズをベースに、ギタリストのパッパラー河合に製作した。26フレット仕様である。彼が爆風スランプのメンバーだった1988年から1990年代初期にかけて、ライブやテレビ出演のさいには主に使用していた。
MG-Kおよび後継モデルのMG-KIIが市販されたが、のちに生産を終了している。生産終了後のメインギターはPACIFICAにスイッチした。

## 市販モデル一覧
- MG-K
- MG-KII